# Ho Feng Shan
Ho Feng Shan (cinese tradizionale: 何鳳山; cinese semplificato: 何凤山; Yiyang, 10 settembre 1901 – San Francisco, 28 settembre 1997) è stato un diplomatico cinese naturalizzato statunitense, al servizio della Repubblica di Cina. Quando era console generale a Vienna durante la seconda guerra mondiale, rischiò la vita e la carriera per salvare più di 3.000 ebrei rilasciando loro visti, disobbedendo alle istruzioni dei suoi superiori. Le azioni di Ho furono riconosciute postume quando l'organizzazione israeliana Yad Vashem nel 2000 decise di assegnargli il titolo di Giusto tra le nazioni.

## Biografia
Rimase orfano di padre a 7 anni. Studente diligente e laborioso, riuscì a entrare nella Yali High School nella capitale della provincia di Changsha e successivamente nella Yale-China Association. Frequentò l'Università Ludwig Maximilian di Monaco nel 1929 e conseguì il dottorato in economia politica nel 1932.

### Azioni durante la Seconda guerra mondiale
Nel 1935, Ho iniziò la sua carriera diplomatica presso il Ministero degli Esteri della Repubblica di Cina. La sua prima pubblicazione avvenne in Turchia. Fu nominato Primo Segretario alla legazione cinese a Vienna nel 1937. Quando l'Austria fu annessa dalla Germania nazista nel 1938 e la legazione fu trasformata in un consolato, Ho ricevette l'incarico di Console Generale.
Dopo la notte dei cristalli del 1938, la situazione divenne rapidamente più difficile per i quasi 200.000 ebrei austriaci. L'unico modo per gli ebrei di fuggire dal nazismo era di lasciare l'Europa. Per andarsene, dovevano fornire la prova dell'emigrazione, di solito un visto proveniente da una nazione straniera o un biglietto valido per imbarcarsi. Ciò fu difficile, tuttavia, perché alla Conferenza di Évian del 1938 31 paesi (su un totale di 32, che includevano Canada, Australia e Nuova Zelanda) si rifiutarono di accettare immigranti ebrei. L'unico Paese disposto ad accettare ebrei era la Repubblica Dominicana, che offriva di accogliere fino a 100.000 rifugiati. Agendo contro gli ordini del suo superiore Chen Jie (陳 介), l'ambasciatore cinese a Berlino, Ho iniziò a rilasciare visti per Shanghai, parte della quale durante questo periodo era ancora sotto il controllo della Repubblica di Cina, per motivi umanitari. Milleduecento visti furono rilasciati da Ho nei primi tre mesi di carica come Console Generale.
All'epoca non era necessario avere un visto per entrare a Shanghai, ma i visti consentivano agli ebrei di lasciare l'Austria. Molte famiglie ebree partirono per Shanghai, da dove la maggior parte di loro sarebbe poi partita per Hong Kong e l'Australia. Ho continuò a rilasciare questi visti fino a quando non gli fu ordinato di tornare in Cina nel maggio 1940. Il numero esatto di visti concessi da Ho ai rifugiati ebrei è ignoto. È però noto che Ho rilasciò il 200º visto nel giugno 1938 e firmato il 1906º il 27 ottobre 1938. Quanti ebrei furono salvati attraverso le sue azioni è sconosciuto, ma dato che Ho rilasciò quasi 2.000 visti solo durante il suo primo semestre del suo incarico, il numero può essere stimato in migliaia.

### Il dopoguerra
Dopo la vittoria comunista nel 1949, Ho seguì il governo nazionalista a Taiwan. In seguito proseguì la carriera diplomatica come ambasciatore di Taiwan in altri paesi, tra cui Egitto, Messico, Bolivia e Colombia. Dopo il suo pensionamento nel 1973, Ho si stabilì a San Francisco, in California, dove scrisse le sue memorie, ‘’My Forty Years as a Diplomat’’ (外交 生涯 四 十年), pubblicata nel 1990.
Dopo il suo pensionamento nel 1973, il governo di Taiwan gli negò una pensione sulla base, allora comune, di essere stato citato in giudizio e di aver rifiutato di collaborare con i servizi diplomatici e di non aver correttamente contabilizzato una piccola somma nel conto spese dell'ambasciata. Oggi si ritiene che queste accuse siano state motivate politicamente. Il governo ROC non lo esonerò mai dal momento che c'erano molti diplomatici che lasciavano i loro posti senza autorizzazione. Non riferì di lavorare e venne licenziato senza pensione. Questa era la politica quando furono chiuse decine di ambasciate. Ritornò nella sua nativa Cina e visitò la sua alma mater a Changsha per l'80º anniversario della scuola nel 1986. Nei suoi ultimi anni di vita fu gettata un'ombra sull'accusa da parte del Comitato sulla Disciplina dei Funzionari Pubblici di Taipei di aver presumibilmente appropriazione indebita di fondi all'epoca in cui era ambasciatore in Colombia nel 1970, accuse che egli sosteneva fossero state elaborate da un subordinato che si era rifiutato di raccomandare per la promozione. Tuttavia, il 10 settembre 2015, il presidente Ma Ying-jeou di Taiwan ha elogiato Ho per il suo servizio e ha presentato a sua figlia un certificato di apprezzamento con i rappresentanti del governo israeliano.

### Morte
Ho Feng-Shan morì il 28 settembre 1997 a San Francisco, in California, all'età di 96 anni. Gli sopravvissero suo figlio, Monto (何曼德), professionista sino-americano in microbiologia, virologia e malattie infettive, e sua figlia Manli (何曼禮).

## Riconoscimenti
Le azioni di Ho a Vienna passarono inosservate durante la sua vita, salvo un segno nero nel suo fascicolo personale per aver disobbedito agli ordini. Vennero infine riconosciute dopo la sua morte, quando gli fu il titolo di Giusto tra le Nazioni dall'organizzazione israeliana Yad Vashem durante una cerimonia nel 2001 e fu onorato da Boys Town Gerusalemme nel 2004. Nel 2015, la figlia lo rappresentò nella cerimonia di ricevimento di un certificato meritorio per i suoi servizi diplomatici presentati dal governo ROC, con la partecipazione di rappresentanti di Israele.
Nel 2018 fu onorato come Giusto al Giardino dei Giusti di tutto il mondo di Milano.
Una piazzetta all'interno del quartiere cinese di Milano è stata intitolata a suo nome.